# 廉氏異鰭八角魚
廉氏異鰭八角魚，為輻鰭魚綱鮋形目杜父魚亞目八角魚科的其中一種，為深海魚類，分布於中太平洋東部美國加州南部至墨西哥加利福尼亞灣海域，棲息深度183-366公尺，體長可達16公分，棲息在軟底質底層水域，生活習性不明。

## 扩展阅读
維基物種上的相關：廉氏異鰭八角魚